# John Pell
  John Pell    (Southwick, West Sussex, 1 de març de 1611 - Westminster, 12 de desembre de 1685) va ser un matemàtic anglès conegut per l'equació de Pell tot i que, probablement no va ser de la seva invenció.

## Vida
Pell va néixer al sud d'Anglaterra, a Southwick, on el seu pare era vicari i mestre d'escola. El pare va morir quan només tenia cinc anys i ell va estudiar de nen a la Steyning Grammar School, una escola recentment fundada. El 1624, amb només tretze anys, va ingressar al Trinity College de Cambridge des d'on va mantenir correspondència amb Henry Briggs sobre taules d'antilogaritmes i mètodes d'interpolació. La seva passió per les taules (de quadrats, de logaritmes, de sinus, ...) es mantindrà tota la seva vida.
El 1628-1629 va conèixer a Samuel Hartlib, un erudit germà-britànic, que el va nomenar professor de matemàtiques de l'escola que va fundar a Chichester (Sussex) el 1630. L'escola només va durar uns mesos, però Pell es va quedar a Sussex durant uns anys donant classes de forma privada.
El 1632 es va casar amb Ithumaria Reginalds a Londres. Va romandre a Londres durant uns anys però li va ser impossible de trobar un patrocinador que complís amb les seves expectatives: una dedicació total a les matemàtiques.
El 1643, amb el suport d'Hartlib i altres coneguts, va aconseguir un lloc de professor a Amsterdam, on va romandre-hi tres anys abans d'acceptar el lloc de professor de matemàtiques del recent fundat Col·legi d'Orange a Breda, que li va oferir el príncep d'Orange. Torna a Anglaterra el 1652 a requeriment d'Oliver Cromwell qui l'envia d'ambaixador a Zúric, on donarà classes a Johann Heinrich Rahn. En retornar el 1658 fa la pau amb els realistes i s'ordena sacerdot, càrrec del qual viurà fins a la seva mort.

## Obra
Pell no va publicar gairebé res en vida i, el poc que va publicar, ho va fer anònimament. També existeix un acord relatiu entre els estudiosos sobre l'escassa rellevància d'aquestes obres.
Això no obstant, es conserven a la Biblioteca Britànica cinquanta grossos volums de manuscrits seus (i no son els únics) que no han estat suficientment estudiats.

### Equació de Pell
El que avui coneixem com equació de Pell és una equació quadràtica diofàntica de la forma:
{\displaystyle x^{2}-ny^{2}=1}
Aquesta equació ja havia estat estudiada a l'antiguitat per Brahmagupta i va ser Lagrange, anys després, qui va demostrar que tenia infinites solucions enteres.
L'atribució del nom es deu a Euler, qui va atribuir-la a Pell perquè ho va llegir en un comentari a un llibre de Wallis, quan Pell no va treballar mai en aquesta equació (o, almenys, no hi ha documents que ho demostrin). Així doncs, John Pell és conegut per una cosa que no va fer mai.